# Đất ngập nước gian triều
Đất ngập nước gian triều là một phần của đới gian triều, được định nghĩa là một vùng đất ngập nước ở khu vực ven biển, luân phiên nổi và ngập trong nước mặn khi thủy triều lên và xuống. Khu vực này có hệ sinh thái riêng của mình.

## Sinh thái

### Phân bố
Loại đất ngập nước gian triều thường gặp là bãi bùn (ví dụ các đầm lầy thực vật ngập mặn và đồng lầy mặn). Các đầm lầy thực vật ngập mặn này phân bố dọc các bờ biển nhiệt đới và được đặc trưng bởi thực vật ngập mặn, trong khi đồng lầy mặn phân bố chủ yếu ở vùng ôn đới và được đặc trưng bởi các hệ sinh thái cỏ. Các vùng đất ngập nước gian triều cũng có mặt tại hầu hết các cửa sông.

### Đặc điểm
Lớp không khí phía trên vùng đất nước ngập gian triều mang đặc điểm vi khí hậu: nhiệt độ tại khu vực thực vật ngập mặn và đồng lầy mặn lần lượt ở mức thấp hơn và cao hơn so với khu vực xung quanh. Độ ẩm nhìn chung là cao. Lớp thủy quyển có nhiệt độ thấp hơn nhiệt độ không khí khoảng 5 °C và hàm lượng phosphat cao hơn các vùng nước khác. Quần thực vật kém đa dạng nhưng có mức độ thích nghi cao với điều kiện môi trường. Quần động vật có tính đa dạng cao nhưng chủ yếu là động vật từ nơi khác tìm đến.

### Tầm quan trọng
Hệ sinh thái đất ngập nước gian triều là một trong những hệ sinh thái thực vật có năng suất cao nhất và thường chiếm một diện tích lớn ở khu vực cửa sông. Tầm quan trọng của hệ sinh thái đất ngập nước gian triều thể hiện ở việc 2/3 lượng cá mà con người đánh bắt được trên thế giới bắt đầu vòng đời tại các vùng đất này.